# Hesperoyucca
Hesperoyucca es un género con dos especies de plantas suculentas perteneciente a la antigua familia Agavaceae ahora subfamilia Agavoideae. Comprende 11 especies descritas y de estas, solo 2 aceptadas.

## Descripción
Está estrechamente relacionado y recientemente escindido de Yuca, pero se distingue en tener la fruta dehiscente  y un escapo de más de 2,5 cm de diámetro con brácteas recogidas (no erectas). El género es originario de México y el suroeste de Estados Unidos.

## Taxonomía
El género fue descrito por (Engelm.) Baker  y publicado en Bulletin of Miscellaneous Information Kew 1892: 8. 1892.

## Especies
- Hesperoyucca newberryi
- Hesperoyucca whipplei